# أديس هودجيتش
أديس هودجيتش (بالسلوفينية: Adis Hodžić)‏ هو لاعب كرة قدم سلوفيني في مركز الدفاع، ولد في 16 يناير 1999 في سلوفينيا. لعب مع نادي غوريتسا.

## وصلات خارجية
- أديس هودجيتش على موقع قاعدة بيانات كرة القدم.إي يو (الإنجليزية)
- أديس هودجيتش على موقع Soccerway.com (الإنجليزية)